# Paralongicollum sergenti
Paralongicollum sergenti is een soort in de taxonomische indeling van de Acanthocephala (haakwormen). De worm wordt meestal 1 tot 2 cm lang. Ze komen algemeen voor in het maag-darmstelsel van ongewervelden, vissen, amfibieën, vogels en zoogdieren.
De haakworm komt uit het geslacht Paralongicollum en behoort tot de familie Pomphorhynchidae. Paralongicollum sergenti werd in 1952 beschreven door Choquette & Gayot.